# Тениски клуб Борац Бања Лука
 Тениски клуб Борац  је најстарији тениски клуб основан у Бањој Луци. Основан је давне 1958. године као Тениски клуб Петар Драпшин и можемо слободно рећи да представља претечу тениса на овим просторима. Клуб има 6 тениска терена (4 на отвореном и 2 у тениској хали). Данас, у клубу тренира преко 150 дечака и девојчица узраста од 6 до 12 година.
Клуб је организовао мечеве са српским тенисерима Ненадом Зимоњићем и Јанком Типсаревићем. Такође, учествовао је у организацији меча између Новака Ђоковића и Виктора Троицког.